# Росер (Тексас)
Росер (енгл. Rosser) град је у америчкој савезној држави Тексас.

## Демографија
По попису из 2010. године број становника је 332, што је 47 (-12,4%) становника мање него 2000. године.
| Група             | 2000.       | 2010.       |
| Белци             | 216 (57,0%) | 189 (56,9%) |
| Афроамериканци    | 124 (32,7%) | 106 (31,9%) |
| Азијати           | 0 (0,0%)    | 0 (0,0%)    |
| Хиспаноамериканци | 16 (4,2%)   | 21 (6,3%)   |
| Укупно            | 379         | 332         |